# Barney Storey
Richard Barnaby "Barney" Storey es un ciclista británico. Se desempeña como piloto para atletas ciegos o parcialmente ciegos en eventos de ciclismo tándem. Compitió en los Juegos Paralímpicos de Atenas 2004, Pekín 2008 y Londres 2012, ganando en total tres medallas de oro y una de plata.

## Biografía
Barney nació el 13 de marzo de 1977. Ha tenido diabetes tipo 1 desde los cuatro años de edad.

## Carrera
En los Juegos Paralímpicos de 2004, participó en dos eventos de ciclismo de pista en tándem, actuando como piloto vidente para Daniel Adam Gordon. Terminaron en cuarta posición en el sprint y quintos en la prueba de 1 km. En 2005, ganó el título nacional británico en sprint tándem de 200 metros, el cual compitió junto a Craig Maclean. En los campeonatos británicos de Sprint National Tandem de 2006 celebrados en Newcastle, defendió su título asociado con Anthony Kappes, siendo el primer equipo paralímpico en mantener el título nacional. Ganó medallas de oro tanto en Sprint como en el Campeonato Mundial de Discapacidad 2006 y defendió los títulos con éxito en 2007.
En los  Juegos de 2008 compitió como piloto de Kappes en la clasificación B&VI 1–3. En la carrera de 1 km registraron un nuevo récord mundial con 1 minuto 2.864 segundos, ganando la medalla de oro. Obtuvieron su segunda medalla de oro en el evento de sprint, clasificación B&VI 1–3. Ganó menos de una hora después de que su esposa Sarah ganara la medalla de oro en el mismo velódromo en el evento de persecución individual femenina.
Después de los Juegos fue honrado como Miembro de la Orden del Imperio Británico durante los honores de año nuevo 2009.

## Vida personal
En 2007, se casó con la atleta paralímpica Sarah Bailey.